# Skálatoftir
Skálatoftir (Deens: Skåletofte) is een voormalige plaats die behoort tot de gemeente Klaksvíkar kommuna in het noordwesten van het eiland Borðoy, op de Faeröer. De laatste inwoner verliet Skálatoftir in 1914.
Het plaatsje wordt voor het eerst vermeld in 1584.
Vanuit Skálatoftir heeft men uitzicht op het sinds 1919 eveneens verlaten plaatsje Skarð op het eiland Kunoy. Ook is de berg Kunoyarnakkur zichtbaar vanuit Skálatoftir.

## Etymologie
De naam Skálatoftir betekent zoiets als 'overblijfselen van huizen'. Het plaatsje zou vóór 1914 namelijk al drie keer eerder door zijn inwoners zijn verlaten.

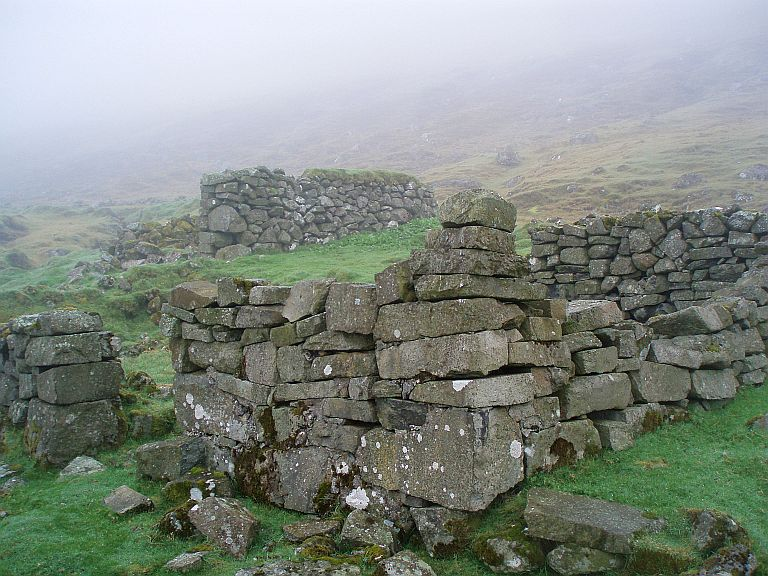
Restanten van Skálatoftir in 2008